# Herhor
Herhor, Si-Amon HeriHor (egip. Syn Amona Horus go chroni, Hem-Neczer Tepi-en-Amon, Boski Ojciec Pierwszy Prorok Amona) – kapłan i polityk egipski, prawdopodobnie pochodzenia libijskiego, który zyskał sławę jako dowódca wojskowy.
Od około 19 roku panowania Ramzesa XI jego władza stopniowo wzrastała. Wkrótce przejął zwierzchnictwo nad armią, obejmując funkcję Naczelnego Wodza w Górnym Egipcie i Nubii. Utrwalił swoją pozycję wyborem na arcykapłana Amona Tebańskiego.
Przyjął coś w rodzaju tytulatury, która nie określała go jako faraona, lecz sankcjonowała jego pełną władzę nad Górnym Egiptem. Czasy końca panowania Ramzesa XI i Herhora określane są jako Era Odrodzenia. W owych czasach w Egipcie istniał pewnego rodzaju triumwirat. Pierwszą osobą był król, który panował, lecz zapewne nie rządził. Drugą był namiestnik Smendes, który teoretycznie pozostawał pod władzą kapłanów Amona, lecz faktycznie rządził niepodzielnie Dolnym Egiptem, urzędując w Pi-Ramzes. Trzecim był właśnie Herhor, który rządził Górnym Egiptem.
Rządy Herhora przypadają na czasy przełomu XX i XXI dynastii i zapoczątkowują erę w dziejach Egiptu określaną jako Trzeci Okres Przejściowy. W tych czasach Egipt ponownie rozpadł się na trzy części: Egipt Dolny, Górny i niezależną Nubię. Na północy Smendes założył XXI dynastię ze stolicą w Tanis, zaś południe było rządzone z Teb przez arcykapłanów Amona. W Nubii władzę utrzymał Panehsi, odmawiając podporządkowania się władzy arcykapłanów z Teb.
W czasach Herhora miało miejsce zjawisko powszechnych rabunków królewskich nekropolii (na rozkaz Herhora) w Dolinie Królów. Obrabowano grobowce największych władców czasów Imperium; epoki Tutmozydów i Ramessydów, m.in. Seti I i Ramzesa II. Mumie królewskie rozwijano z bandaży, by pozbawiać je wszelkich ozdób. Zaszła więc potrzeba ponownego pochowania mumii egipskich władców. Dokonali tego arcykapłani Pinodżem I i później Pinodżem II, urządzając skrytki królewskich mumii w grobowcu Amenhotepa II i w Skrytce DB-320 w Deir el-Bahari. Szczątki królewskie umieszczono w nieładzie w jednej z komór tego grobowca.
Poprzednik Herhora zmarł około 1070 roku p.n.e., wtedy też nastąpił koniec Imperium epoki Ramessydów i Nowego Państwa – epoki największej świetności starożytnego Egiptu. 
Zapewne Herhor był pierwowzorem kapłana Amona Herhora z powieści Bolesława Prusa Faraon.

## Herhor w filmie
W filmowej adaptacji powieści B. Prusa rolę Herhora grał Piotr Pawłowski.

## Tytulatura
| G5 |

| G5 |

| E1 · D40 | zA | Z1 | i | mn · n |

| E1 · D40 | zA | Z1 | i | mn · n |

| E1 · D40 | zA | Z1 | i | mn · n |

| E1 · D40 | zA | Z1 | i | mn · n |

| G5 |

| G5 |

| E1 · D40 | zA | Z1 | i | mn · n |

| E1 · D40 | zA | Z1 | i | mn · n |

| E1 · D40 | zA | Z1 | i | mn · n |

| E1 · D40 | zA | Z1 | i | mn · n |

| G16 |

| G16 |

| S29 | W3 · N5 | D58 | S40 | X1 · N24 · O49 | Aa13 · Y5 | W24 · W24 · W24 | G36 · D21 |

| S29 | W3 · N5 | D58 | S40 | X1 · N24 · O49 | Aa13 · Y5 | W24 · W24 · W24 | G36 · D21 |

| S29 | W3 · N5 | D58 | S40 | X1 · N24 · O49 | Aa13 · Y5 | W24 · W24 · W24 | G36 · D21 |

| S29 | W3 · N5 | D58 | S40 | X1 · N24 · O49 | Aa13 · Y5 | W24 · W24 · W24 | G36 · D21 |

| G16 |

| G16 |

| S29 | W3 · N5 | D58 | S40 | X1 · N24 · O49 | Aa13 · Y5 | W24 · W24 · W24 | G36 · D21 |

| S29 | W3 · N5 | D58 | S40 | X1 · N24 · O49 | Aa13 · Y5 | W24 · W24 · W24 | G36 · D21 |

| S29 | W3 · N5 | D58 | S40 | X1 · N24 · O49 | Aa13 · Y5 | W24 · W24 · W24 | G36 · D21 |

| S29 | W3 · N5 | D58 | S40 | X1 · N24 · O49 | Aa13 · Y5 | W24 · W24 · W24 | G36 · D21 |